# Farsta strand
Farsta strand est un quartier du district de Farsta à Stockholm en Suède.

## Description
Farsta Strand est un quartier de Söderort situé en bordure du lac Magelungen. 
Le quartier borde Larsboda, Farsta, Fagersjö et Farstanäset ainsi que Trångsund et Fållan dans la commune d'Huddinge. 
Le centre du quartier est la place Stieg Trenters, construite en 1993-1994. 
La superficie du territoire de Farsta Strand est de 156 hectares.
Au tournant du siècle, en 1900, le quartier faisait partie de la ville résidentielle de Södertörn et a reçu son nom actuel en 1961.
Auparavant, la zone s'appelait Farsta gård d'après la ferme du même nom datant du XIVème siècle. 
Le quartier a été formé en 1956 lorsque Farsta a été divisée en plusieurs quartiers différents. 
Depuis Farsta Strand, le pont d'Ågesta des années 1970 traverse le lac Magelungen. 
Le pont d'Ågesta et Ågesta Broväg divisent la zone en une partie ouest et une partie est.

## Transports
Le quartier de Farsta Strand est desservie par la station de métro Farsta Strand de la ligne T18 du métro de Stockholm et par la gare de Farsta Strand (sv) desservie par les lignes  42X	(Märsta – Gare centrale – Älvsjö – Nynäshamn), 43 (Bålsta – Gare centrale – Nynäshamn) et 43X (Kallhäll – Gare centrale – Nynäshamn) des trains de banlieue de Stockholm.

## Galerie

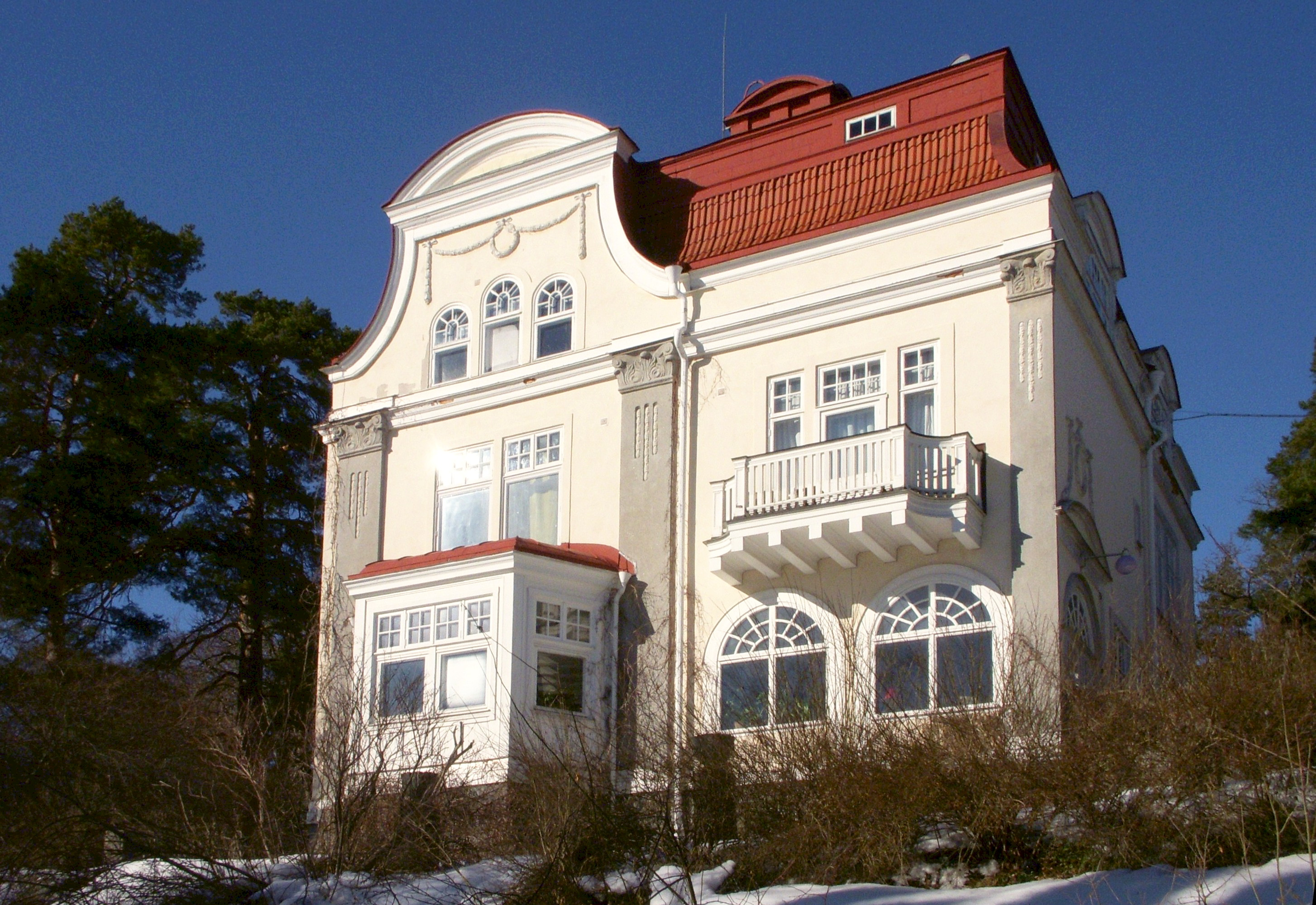
Villa Dagaborg.
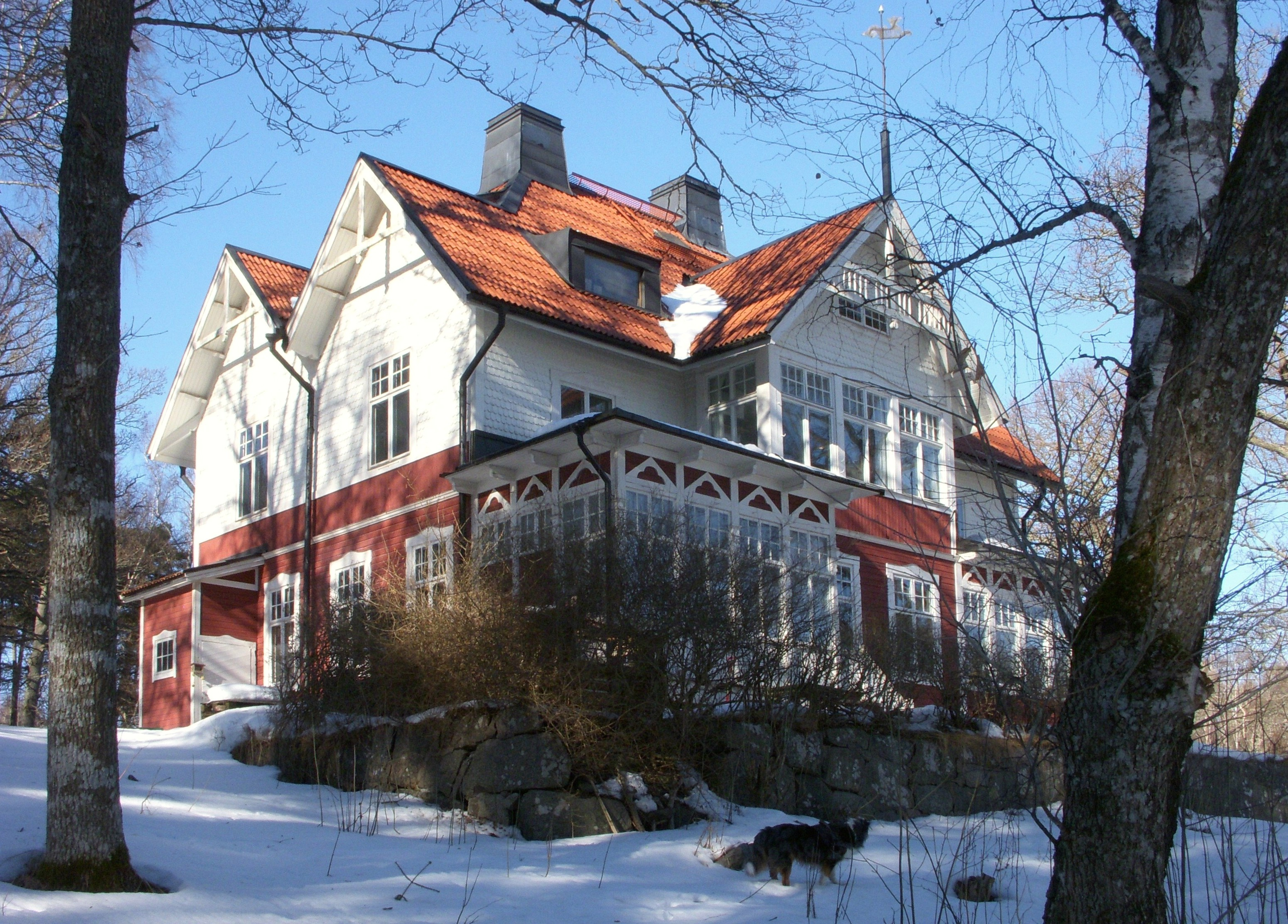
Ateljéhuset.
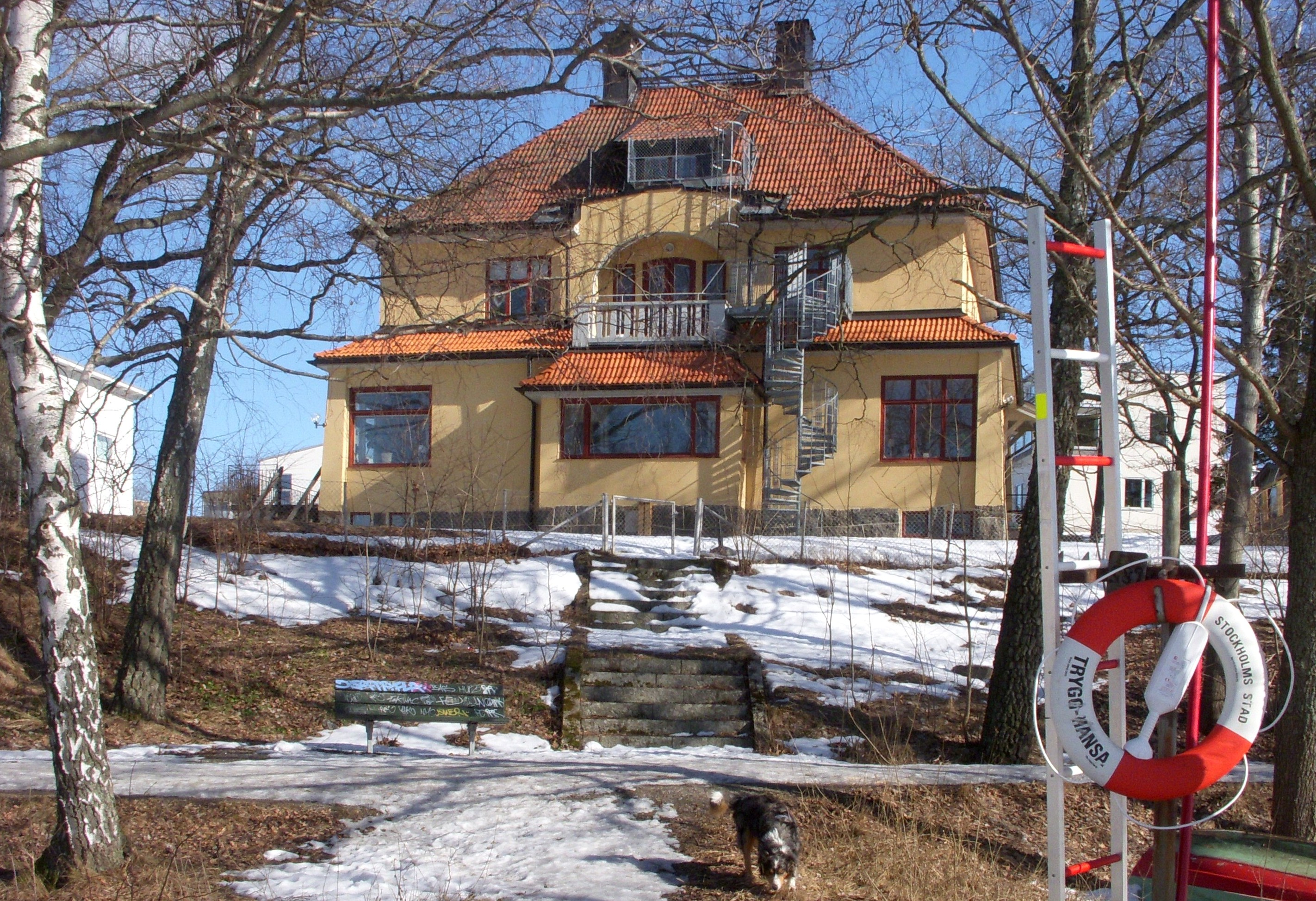
Elliotska villan.
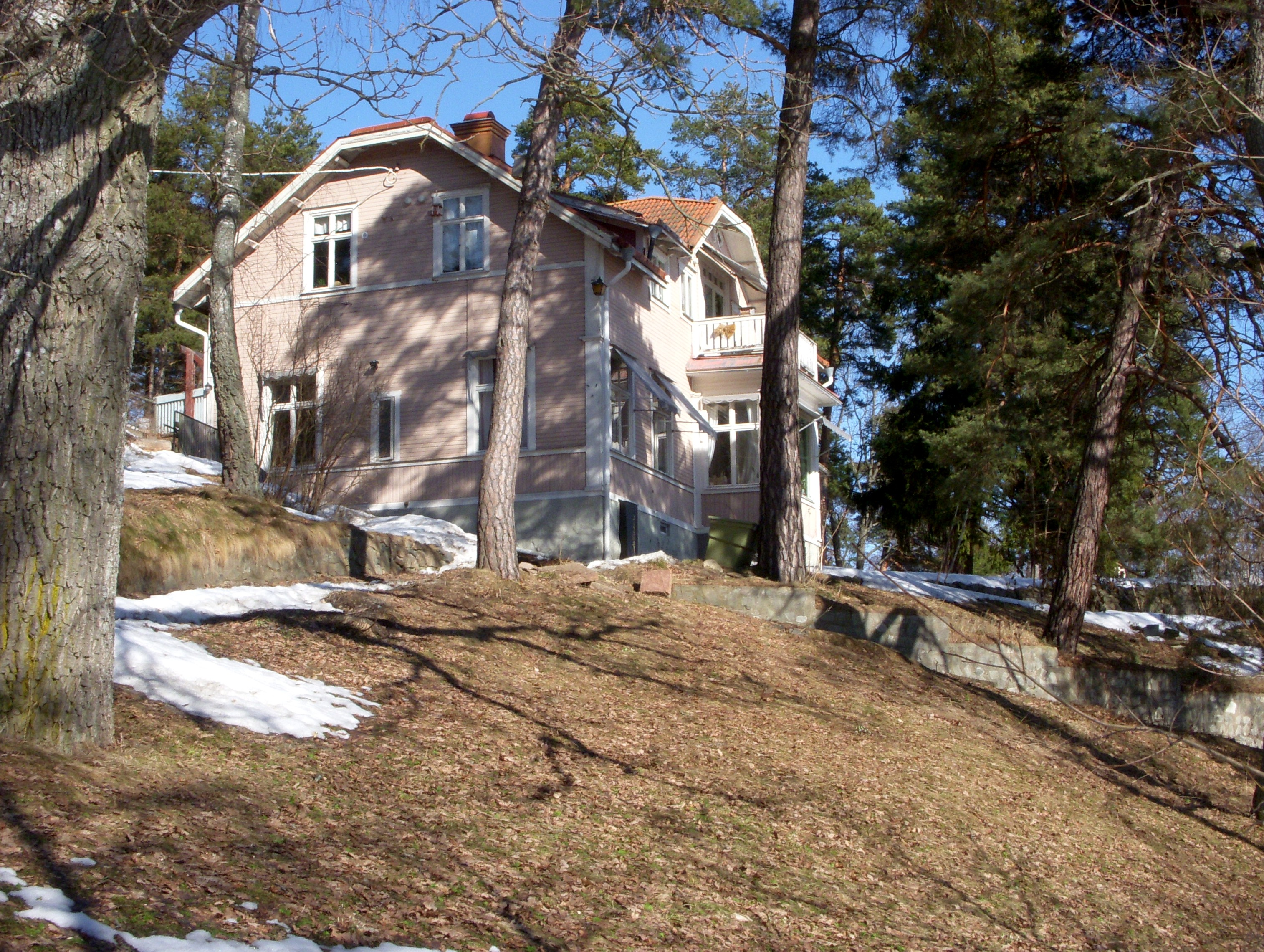
Gyllingska villan.

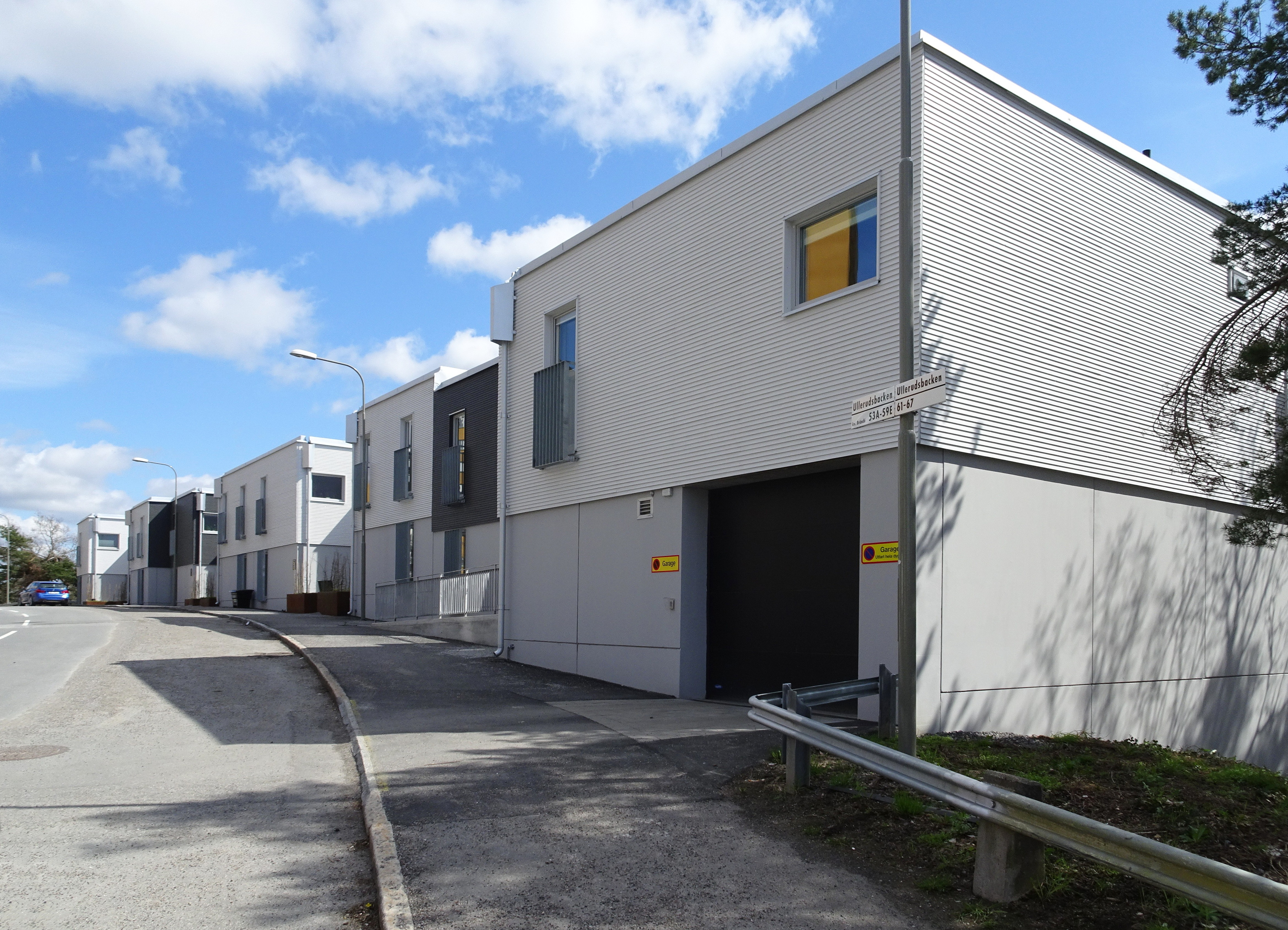
Magelungsterrassen.
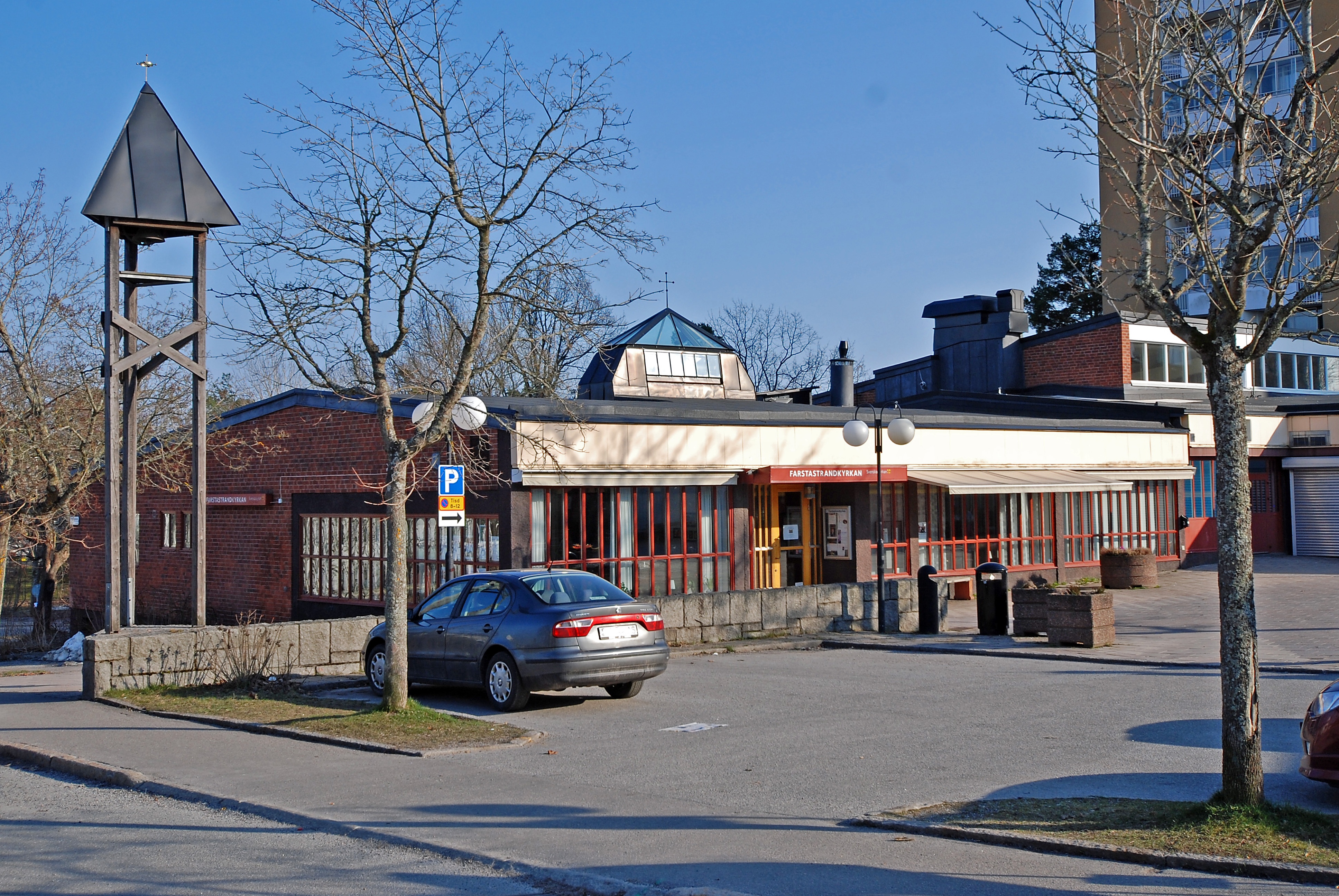
Farstastrandkyrkan.
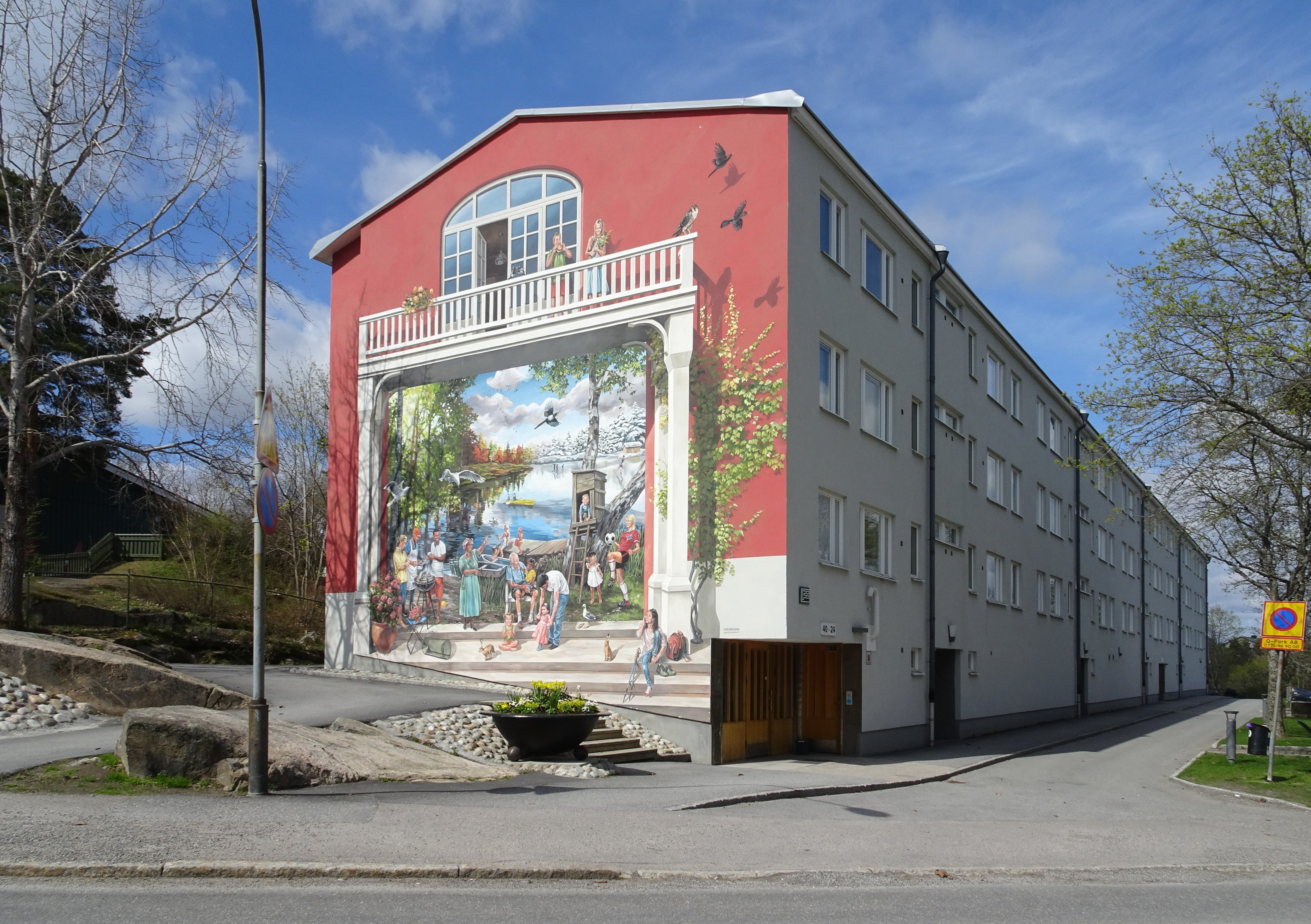
Brunskogsbacken 40.
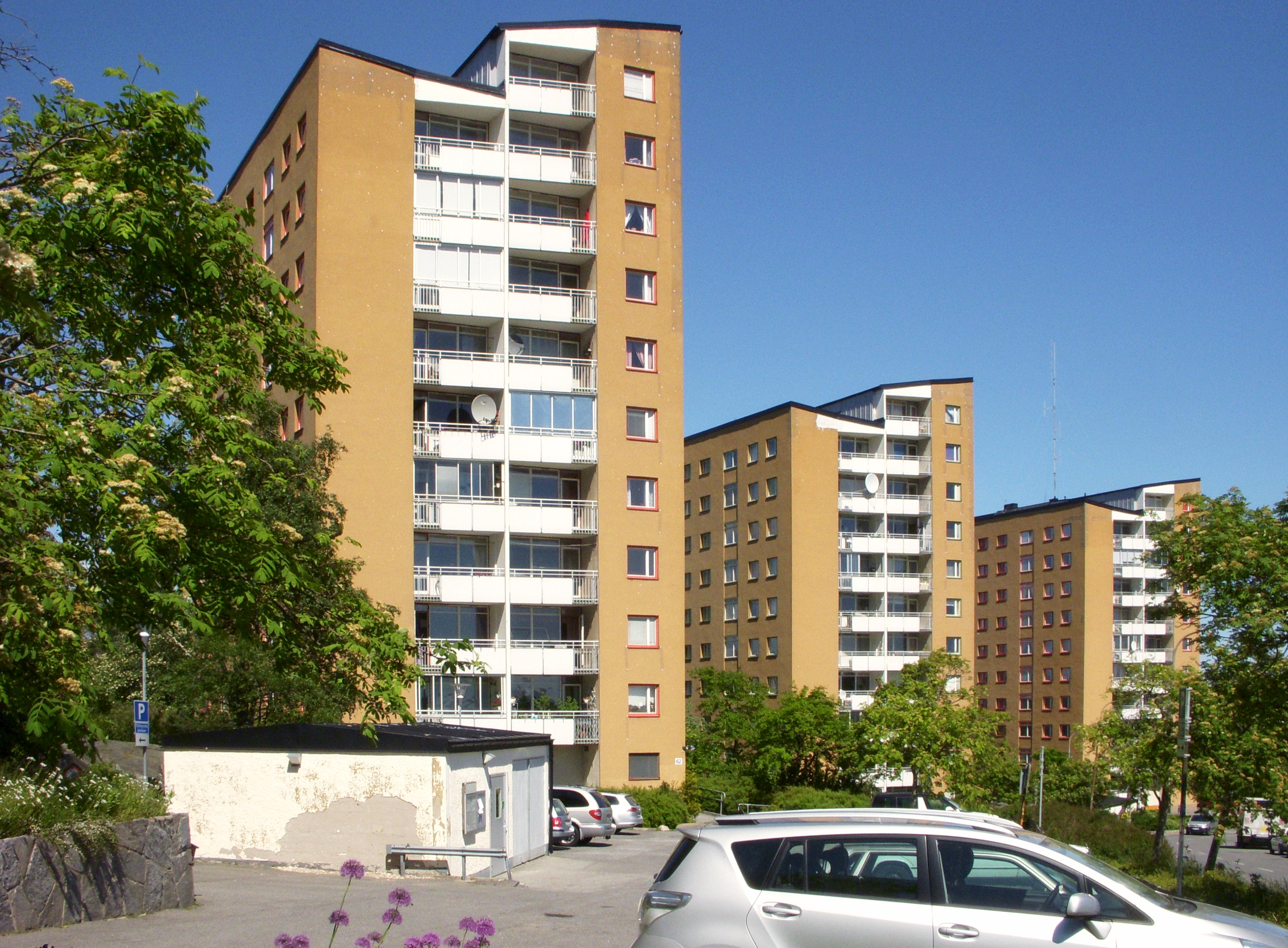
Träskön.